# Max Finkgräfe
Max Finkgräfe, né le 27 mars 2004 à Mönchengladbach en Allemagne, est un footballeur allemand qui évolue au poste d'arrière gauche au RB Leipzig.

## Biographie

### En club
Né à Mönchengladbach en Allemagne, Max Finkgräfe est formé par le Fortuna Düsseldorf puis par le Borussia Dortmund et le Borussia Mönchengladbach. Il passe également par le SG Unterrath avant de rejoindre en 2021 le FC Cologne. Avec cinq de ses coéquipiers de l'équipe des moins de 19 ans il est intégré à l'équipe première durant un camp d'entraînement en hiver 2023. Il est l'un de ceux qui impressionne le plus mais une blessure à la cheville l'éloigne des terrains lors de la deuxième partie de saison. 
Il revient à la compétition et prolonge son contrat avec le FC Cologne le 23 avril 2023, étant désormais lié au club jusqu'en juin 2025.  Le 30 avril 2023 il remporte la coupe d'Allemagne avec l'équipe des moins de 19 ans, face à leurs homologues du FC Schalke 04. 
Lors de l'été 2023 il est de nouveau ajouté au groupe professionnel pour les matchs de présaison. Il joue son premier match en professionnel le 19 août 2023, lors de la première journée de la saison 2023-2024 de Bundesliga face au Borussia Dortmund. Il entre en jeu à la place de Luca Waldschmidt et son équipe est battue par un but à zéro. Sa prestation est saluée après la rencontre, le jeune arrière gauche n'étant par ailleurs pas loin d'inscrire le but égalisateur mais sa frappe passe à côté.

### En sélection
Il est appelé en novembre 2024 par Christian Wörns en équipe d'Allemagne des moins de 20 ans. Il prend part au deux rencontres du rassemblement, contre l'Angleterre puis la Turquie.

## Statistiques
| Saison                | Club                  | Championnat           | Championnat | Championnat | Coupe(s) nationale(s) | Coupe(s) nationale(s) | Compétition(s) continentale(s) | Compétition(s) continentale(s) | Compétition(s) continentale(s) | Total | Total |
| Saison                | Club                  | Division              | M.          | B.          | M.                    | B.                    | Comp.                          | M.                             | B.                             | M.    | B.    |
| 2023-2024             | FC Cologne            | Bundesliga            | 24          | 1           | -                     | -                     | -                              | -                              | -                              | 24    | 1     |
| 2024-2025             | FC Cologne            | 2.Bundesliga          | 2           | -           | -                     | -                     | -                              | -                              | -                              | 2     | 0     |
| Total sur la carrière | Total sur la carrière | Total sur la carrière | 26          | 1           | -                     | -                     | -                              | -                              | -                              | 26    | 1     |